# Ador
Ador é um município da Espanha na província de Valência, Comunidade Valenciana. Tem 13,8 km² de área e em 2021 tinha 1 772 habitantes (densidade: 128,4 hab./km²).

## Demografia
| Variação demográfica do município entre 1991 e 2004 | Variação demográfica do município entre 1991 e 2004 | Variação demográfica do município entre 1991 e 2004 | Variação demográfica do município entre 1991 e 2004 |
| --------------------------------------------------- | --------------------------------------------------- | --------------------------------------------------- | --------------------------------------------------- |
| 1991                                                | 1996                                                | 2001                                                | 2004                                                |
| 1088                                                | 1117                                                | 1237                                                | 1346                                                |